# Employee Relationship Management
Unter Employee Relationship Management (ERM) versteht man die Verwaltung der Beziehung von Unternehmen zu Mitarbeitern, das Dokumentieren, Betreuen und die Organisation der Mitarbeiterbeziehungen.
Employee Relationship Management hat das primäre Ziel, bevorzugt mit Hilfe eines IT-unterstützten Systems, eine Plattform für Mitarbeiter und Vorgesetzte zu bieten, auf der einerseits der Zugang zu sämtlichen relevanten Informationen gegeben ist und die andererseits Raum zum persönlichen Austausch bietet. Diese Vereinfachung jeglicher Kommunikation zielt darauf ab, Arbeitsabläufe und den Arbeitsalltag zu erleichtern. Durch die positive Auswirkung der Maßnahmen auf die Unternehmenskultur sollen sich auch Wirtschaftlichkeit und Produktivität verbessern.

## Teilbereiche des ERM
Die Anwendungsgebiete des Employee Relationship Managements sind vielfältig und lassen sich in allen Bereichen, in denen man eine positive Unternehmenskultur unterstützen kann, einsetzen.
Moderne ERM-Systeme schließen unter anderem folgenden Funktionen mit ein:
- Interne Kommunikation
- Mitarbeitergespräche
- Wissens- und Bewerbermanagement
- Ideenmanagement
- Zielemanagement
- Datenmanagement
- Integration neuer Mitarbeiter
- Aus- und Weiterbildung im Unternehmen
- Arbeitsplatzevaluierung
- Bonifikationen und anerkennende Maßnahmen
- internes Merchandising

## Das CORE-Prinzip
Ein moderner wissenschaftlicher Ansatz zur Umsetzung von Employee Relationship Management ist das sogenannte CORE-Prinzip. Hinter diesem Akronym verstecken sich die Begriffe Communication, Organization, Recreation und Expert. Die Begriffe vereinen die Maßnahmen interne Kommunikation, Dialog, Feedback, Mitarbeitergespräch und Unternehmens-TV (Communication), Stammdaten, Prozessabläufe, Job Descriptions, Zielemanagement, intelligente Gebäudepläne und Inventarverwaltung (Organization), Gesundheitsmanagement, internes Merchandising (Recreation) sowie Wissens- und Bewerbermanagement, Ideenmanagement, Akademie (Expert).
In diesem Sinn ist Employee Relationship Management das mitarbeiterbezogene Pendant zu ERP (Enterprise Ressource Planning) und CRM (Customer Relationship Management).

## Referenzen
- Definition EMR im CCM
- Martin A. Schoiswohl: Vernetze Mitarbeiter, stifte Sinn: Employee Relationship Management am Beispiel eines Hidden Champions. Springer Gabler, Wiesbaden 2016, ISBN 978-3-658-06333-7.

## Fußnote
1. ↑  Vernetze Mitarbeiter, stifte Sinn. In: Springer.com. Abgerufen am 11. Oktober 2016.